# Tron: Identity
Tron: Identity, também conhecido como Tron Identity, é um romance visual de aventura com elementos de quebra-cabeça desenvolvido pela Bithell Games e lançado em 11 de abril de 2023. Anunciado na sétima D23 Expo, o jogo é baseado no universo da franquia Tron, com sua aparência primariamente inspirada no filme Tron: O Legado, estando disponível para Windows, macOS e Nintendo Switch.

## Jogabilidade
O desenvolvedor do jogo, Mike Bithell, pensa  que Identity é um híbrido de vários gêneros. Enquanto que há a presença de diversas cenas ricas em diálogo, o que é típico de um romance visual, há também elementos de aventura na história, que segue um programa detetive procurando solucionar um crime. Na jornada desse detetive, serão muito explorados os Discos de Identidade, que deverão ser devidamente analisados e decifrados - o que faz com que o jogo também se enquadre na categoria quebra-cabeça. No decorrer da narrativa, os jogadores irão poder escolher formar alianças com programas que julgarem confiáveis e até desintegrar aqueles que forem uma ameaça. Embora só haja um mistério a ser elucidado, os caminhos para tal alterarão a conclusão do jogo, com múltiplos finais disponíveis.

## Sinopse
O jogo se passa em uma nova e secundária Grade, criada por Kevin Flynn para abrigar e proteger os ISOs, em um período digital muito distante dos acontecimentos de Tron: O Legado. Os personagens que são conhecidos nos filmes são, então, tidos como lendas pelos habitantes desse novo universo. A história tem como protagonista Query, um programa detetive que procura descobrir o porquê e por quem o Repositório, uma espécie de cofre do sistema, foi invadido. Query faz parte de um grupo conhecido como "Discípulos de Tron", montado por admiradores desse personagem que, para eles, se trata de uma figura mítica. Duas programas, Proxy e Ada, também terão destaque na história.

## Desenvolvimento
Tron: Identity foi anunciado em 9 de setembro de 2022 na sétima D23 Expo, durante a primeira conferência da história do evento direta e unicamente relacionada a jogos eletrônicos. Isso ocorreu pois, embora a Disney tenha parado de produzir seus próprios jogos, a companhia vem dado cada vez mais importância ao segmento e tem procurado licenciar suas propriedades intelectuais para desenvolvedoras capazes de bem explorá-las, não sendo tamanho uma precondição. Mike Bithell foi, através de seu estúdio indie, escolhido para produzir um novo jogo do universo Tron nesse contexto. O jogo foi lançado em 11 de abril de 2023 para Windows, macOS e Nintendo Switch.